# Nancy Lyons
Nancy Lyons (Australia, 12 de abril de 1930), también llamada Beatrice Lyons, fue una nadadora australiana especializada en pruebas de estilo braza, donde consiguió ser subcampeona olímpica en 1948 en los 200 metros.

## Carrera deportiva
En los Juegos Olímpicos de Londres 1948 ganó la medalla de plata en los 200 metros braza, con un tiempo de 2:57.7 segundos, tras la neerlandesa Petronella van Vliet y por delante de la húngara Éva Novák (bronce con 3:00.2 segundos).